# Тищик Олексій Олександрович
Олексі́й Олекса́ндрович Ти́щик (6 жовтня 1984, смт. Широке, Дніпропетровська область, Українська РСР — 28 вересня 2014, Донецьк, Україна) — лейтенант Збройних сил України, командир взводу 79-ї окремої аеромобільної бригади. Загинув при обороні Донецького аеропорту під час війни на сході України. Один із «кіборгів».

## Короткий життєпис
Народився 6 жовтня 1984 року в селищі міського типу Широке Дніпропетровської області. Згодом родина переїхала до Дніпропетровська. Батько Олександр Іванович — голова юридичної компаніі; мама Ірина Валентинівна — суддя Апеляційного господарського суду Дніпропетровська. Закінчив Дніпропетровський ліцей інформаційних технологій, юридичний факультет Дніпропетровського національного університету ім. Гончара, по тому здобув другу вищу освіту. Працював в юридичних фірмах; став успішним адвокатом.
Навесні 2014 року добровольцем мобілізований до 25-ї окремої повітряно-десантної бригади Збройних Сил України.
З весни 2014 року брав участь в антитерористичній операції на Сході України. Учасник боїв за міста Краматорськ, Дебальцеве та Шахтарськ Донецької області.
Через деякий час був переведений до 79-ї окремої аеромобільної бригади Збройних Сил України (військова частина А0224, місто Миколаїв).
Загинув від прямого влучення в БТР під час виходу на бойові позиції оборони Донецького аеропорту. Разом з Олексієм загинули сержант Сергій Златьєв, старший солдат Денис Білий, солдат Юрій Соколачко, солдат Олександр Пивоваров, солдат Олександр Завірюха, солдат Анатолій Хроненко, капітан Сергій Колодій (93 ОМБр).
Похований у м. Дніпро 24 жовтня 2014 року.
По смерті залишились дружина, маленька донька Настя 2011 р.н., батько і молодша сестра. Мати, суддя Апеляційного суду Дніпропетровська, наклала на себе руки 30 вересня.

## Нагороди та вшанування
- Указом Президента України № 144/2015 від 14 березня 2015 року, «за особисту мужність і високий професіоналізм, виявлені у захисті державного суверенітету та територіальної цілісності України», нагороджений орденом Богдана Хмельницького III ступеня (посмертно).
- Нагороджений нагрудним знаком «За оборону Донецького аеропорту» (посмертно).
- Розпорядженням голови Дніпропетровської ОДА від 19 травня 2016 року № Р-223/0/3-16 на честь Олексія Тищика перейменовано вулицю (колишня назва — «вулиця Правди») у Чечелівському районі м. Дніпро.[2]
- Його портрет розміщений на меморіалі «Стіна пам'яті полеглих за Україну» у Києві: секція 4, ряд 9, місце 27